# درد نوروپاتی

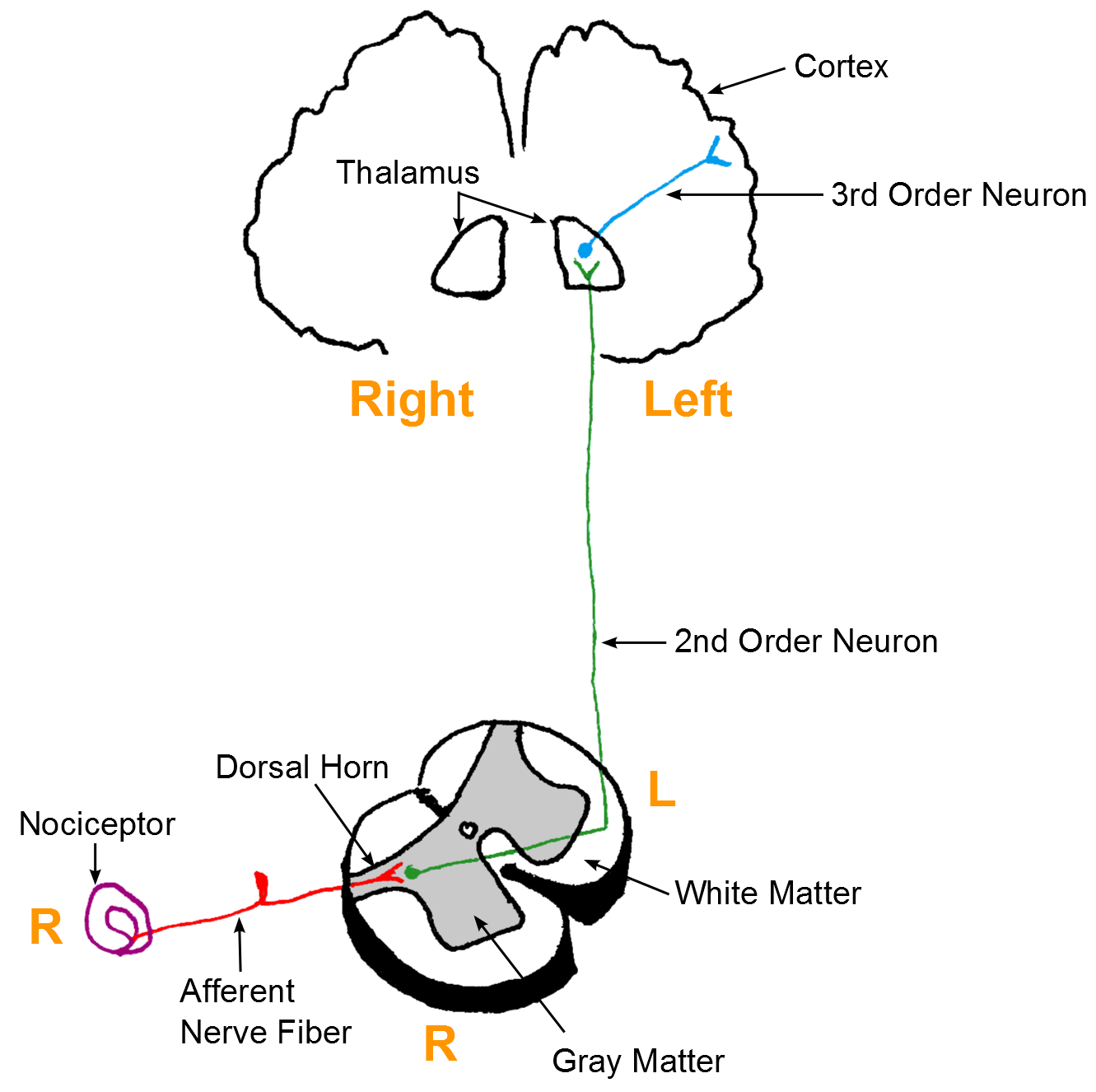
مروری ساده از مسیرهای سیگنال برای درد

درد نوروپاتی (انگلیسی: Neuropathic pain) دردی است که به سبب تحت تأثیر قرار گرفتن سیستم سوماتوسنسوری بوسیلهٔ آسیب یا بیماری ایجاد می‌شود.